# Mauro Marini
Mauro Marini (...) è un ex nuotatore italiano.
Specializzato nei 100 metri dorso e nella staffetta mista, ha vinto in quest'ultima specialità una medaglia di bronzo ai Campionati europei di nuoto del 1985, nuotando con Gianni Minervini, Fabrizio Rampazzo e Andrea Ceccarini.

## Palmarès
| Campionati europei  | 4 x 100 m mista   |
| 1985 Sofia Bulgaria | Bronzo: 3'46"09 : |

### Campionati italiani
10 titoli individuali e 2 in staffette, così ripartiti:
- 1 nei 50 m stile libero
- 1 nei 100 m stile libero
- 8 nei 100 m dorso
- 2 nella staffetta 4 x 100 m mista

| Anno | Edizione    | st.libero 50 m | st.libero 100 m | dorso 100 m | mista 4x100 m |
| ---- | ----------- | -------------- | --------------- | ----------- | ------------- |
| 1984 | Primaverili | -              | -               | 1           | -             |
| 1984 | Primaverili | -              | 1               | 1           | -             |
| 1985 | Estivi      | 1              | -               | 1           | -             |
| 1986 | Primaverili | -              | -               | 1           | -             |
| 1986 | Estivi      | -              | -               | 1           | -             |
| 1987 | Primaverili | -              | -               | 1           | -             |
| 1987 | Estivi      | -              | -               | 1           | -             |
| 1989 | Estivi      | -              | -               | 1           | 1             |
| 1992 | Estivi      | -              | -               | -           | 1             |